# 巴列德曼萨内多
巴列德曼萨内多，是西班牙卡斯蒂利亚-莱昂布尔戈斯省的一个市镇。总面积52平方公里，总人口122人（2001年），人口密度2人/平方公里。